# Dorothy Manley
Pour les articles homonymes, voir Manley.
Dorothy Manley (née le 29 avril 1927 à West Ham et morte le 31 octobre 2021 à Ilford) est une athlète britannique spécialiste du 100 mètres. 

## Carrière
Dorothy Manley pratique l'athlétisme pendant sa scolarité, mais doit attendre la fin de la Seconde guerre mondiale pour concourir sur le plan international.
Elle est sélectionnée aux Jeux de 1948 malgré une cinquième place aux championnats nationaux, et remporte de façon inattendue la médaille d'argent sur 100 mètres. Avec l'équipe britannique, elle prend la 4e place sur le 4 × 100 m.
En 1950, elle remporte le 200 mètres aux championnats nationaux. Alignée aux Jeux de l'Empire britannique, elle remporte deux médailles en relais.
Aux championnats d'Europe elle remporte l'or avec ses compatriotes June Foulds-Paul, Jean Desforges et Elspeth Hay et obtient le bronze sur 200 m.
Elle se retire de la compétition un an plus tard, en raison de problèmes thyroïdiens.
Licenciée à l'Essex Ladies Athletic Club, Dorothy Manley mesure 1,65 m pour 51 kg.

## Famille
Veuve de son premier mari en 1973, Dorothy Manley se remarie avec l'athlète John Parlett.

### Palmarès
| Date | Compétition                  | Lieu      | Résultat | Épreuve                 | Performance  |
| ---- | ---------------------------- | --------- | -------- | ----------------------- | ------------ |
| 1948 | Jeux olympiques d'été        | Londres   | 2e       | 100 mètres              | 12 s 2       |
| 1948 | Jeux olympiques d'été        | Londres   | 4e       | 4 × 100 m               | 48 s 0       |
| 1950 | Jeux de l'Empire britannique | Auckland  | 3e       | 110 — 220 — 110 y       | 50 s 0       |
| 1950 | Jeux de l'Empire britannique | Auckland  | 2e       | 220 — 110 — 220 — 110 y | 1 min 17 s 5 |
| 1950 | Championnats d'Europe        | Bruxelles | 3e       | 200 m                   | 25 s 0       |
| 1950 | Championnats d'Europe        | Bruxelles | 1re      | 4 × 100 m               | 47 s 4       |

### Records
| Épreuve    | Performance | Lieu         | Date         |
| ---------- | ----------- | ------------ | ------------ |
| 100 mètres | 12 s 0      | Ravensbourne | 19 juin 1948 |
| 200 mètres | 24 s 6      | Bruxelles    | 26 août 1950 |